# Maustrenk
Maustrenk ist ein Dorf im Weinviertel Niederösterreichs wie auch Ortschaft und Katastralgemeinde der Gemeinde Zistersdorf im Bezirk Gänserndorf. Die Ortschaft hat 151 Einwohner (Stand 1. Jänner 2024). Bis Ende 1971 war Maustrenk eine eigenständige Gemeinde.

## Geographie
Der Ort befindet sich etwa 45 Kilometer nordwestlich des Zentrums von Wien, 25 Kilometer nördlich von Gänserndorf und 5 Kilometer nordwestlich von Zistersdorf.
Das Dorf Maustrenk liegt auf um die 216 m ü. A. Höhe oberhalb der Talung der Zaya. Durch den Ort fließt ihr der Seiherbach zu. Die Ortschaft umfasst über 200 Gebäude mit 326 Einwohnern.
Das Katastralgebiet mit 1.297 Hektar erstreckt sich über gut 5 km in Nord-Süd-Richtung und 4½ km Ost–West. Dazu gehören der Steingraben vom Ort südostwärts, die Lüssäcker im Norden, die Flur Hasellüsse im Osten, die Flur Heidweingärten und der Streitberg im Süden, sowie der Karberg (261 m ü. A.) im Südwesten. Das Umland des Orts ist nur marginal besiedelt.
Nachbarorte
| Bullendorf (Gem. Wilfersdorf, Bez. Mistelbach)                     | Ebersdorf a.d.Z. (Gem. Wilfersdorf, Bez. Mistelbach) | Neusiedl a.d.Z. ∗ (Gem. Neusiedl a.d.Z.) Prinzendorf (Gem. Hauskirchen) |
| Wilfersdorf ∗ Hobersdorf (beide Gem. Wilfersdorf, Bez. Mistelbach) | Kompassrose, die auf Nachbargemeinden zeigt          |                                                                         |
| Kettlasbrunn (Gem. Mistelbach, Bez. Mistelbach)                    | Gaiselberg                                           | Windisch Baumgarten Zistersdorf ∗∗                                      |

∗ Katastralgebiet grenzt nicht an
∗ die Stadt Zistersdorf liegt hinter Windisch Baumgarten

## Geschichte
Laut Adressbuch von Österreich waren im Jahr 1938 in der Ortsgemeinde Maustrenk ein Bäcker, ein Dachdecker, ein Fleischer, zwei Friseure, drei Gastwirte, drei Gemischtwarenhändler, eine Hebamme, zwei Schmiede, zwei Schneider und eine Schneiderin, vier Schuster, eine Sparkasse, sechs Tischler, ein Wagner und einige Landwirte ansässig. Weiters gab es einen Steinbruch.
Mit 1. Jänner 1972 wurden im Zuge der Niederösterreichischen Kommunalstrukturverbesserung die bis dahin selbständigen Gemeinden Blumenthal, Gaiselberg, Gösting, Großinzersdorf, Loidesthal, Maustrenk, Windisch Baumgarten und Zistersdorf zu Zistersdorf fusioniert.

## Kultur und Sehenswürdigkeiten
- Katholische Pfarrkirche Maustrenk hl. Georg

## Wirtschaft und Infrastruktur
Im Juli 1999 entstand am Steinberg nordöstlich von Maustrenk, gegen den Steinbergwald hin, der Windpark Zistersdorf der DonauWind Erneuerbare Energiegewinnung und BeteiligungsgesmbH, mit vier 600-KW-Windkraftanlage auf 70 m hohen Türmen (Eine Anlage im Juli, drei weitere im Dezember).
Im Zuge des Konkurses der Firma wurden diese 2008 nach Polen verkauft, und die Anlage rückstandsfrei demontiert.
Vom anschließenden Windfeld Prinzendorf, von der Windkraft Simonsfeld AG 2003 erbaut (15 2-MW-Anlagen, 100-m-Türme) liegen seit der Erweiterung 2009 zwei Windräder auf Maustrenker Gebiet.
Südöstlich Maustrenk wurde ab 2005 der Windpark Maustrenk errichtet.

## Nachweise
- 30863 – Zistersdorf. Gemeindedaten der Statistik Austria

1. ↑  Statistik Austria: Bevölkerung am 1.1.2024 nach Ortschaften (Gebietsstand 1.1.2024), (ODS, 500 KB)
2. 1 2  Gemeindeänderungen ab 1945. Statistik Austria, S. 45. In: Änderungen in der Verwaltungsgliederung. Statistik Austria (ZIP, 1,3  MB; Inhalt PDF); abgerufen am 17. Januar 2025.
3. ↑  Adressbuch von Österreich für Industrie, Handel, Gewerbe und Landwirtschaft, Herold Vereinigte Anzeigen-Gesellschaft, 12. Ausgabe, Wien 1938 PDF, Seite 354
4. ↑  Windpark Zistersdorf wird erweitert (Memento vom 11. November 2013 im Internet Archive). Ingrid Divis in Wirtschaftsblatt, 25. August 1999;
Zistersdorf Windpark (Österreich), thewindpower.net;
Eintrag auch in Landschaftsplanung & Gartenkunst A. Zbiral: Landschaftskonzept Hauskirchen Energielandschaften. 2003, Kapitel 5. Energielandschaften: Fossile Energie – Windkraft, S. 48 (S. 48–50 pdf, Weblink, beide zbiral.at)

die Anlage ist in NÖGIS, Thema Orthofoto (Luftbild), Layer Luftbild 1999–2005 gut erkennbar.
5. ↑  Zistersdorf: Erster Rückbau im Weinviertel: Windkraftanlagen hinterlassen nach dem Abbau keine Spuren in der Landschaft, igwindkraft.at, 11. September 2008;
6. ↑  Windpark Steinberg-Prinzendorf I + II (Memento des Originals vom 10. November 2013 im Internet Archive)  Info: Der Archivlink wurde automatisch eingesetzt und noch nicht geprüft. Bitte prüfe Original- und Archivlink gemäß Anleitung und entferne dann diesen Hinweis., wksimonsfeld.at